# Jean-Paul Danneberg
Pour les articles homonymes, voir Danneberg.
Jean-Paul Danneberg né le 8 novembre 2002, est un joueur allemand de hockey sur gazon. Il évolue au poste de gardien de but au TEC Darmstadt et avec l'équipe nationale allemande.

## Carrière
Il a débuté en équipe première le 27 mars 2022 contre l'Espagne à Mönchengladbach lors de la Ligue professionnelle 2021-2022.

## Palmarès
- : 2e à la Coupe du monde U21 en 2021
- : 2e à l'Euro U21 en 2022